# Bradysia hyalichaeta
Bradysia hyalichaeta är en tvåvingeart som beskrevs av Werner Mohrig och Nina Krivosheina 1989. Bradysia hyalichaeta ingår i släktet Bradysia och familjen sorgmyggor. Inga underarter finns listade i Catalogue of Life.